# Kongresi KPJ-SKJ
Kongresi Saveza komunista Jugoslavije (do 1952. godine Komunistička partija Jugoslavije) bili su skupovi na kojima su se sastajali delegati partijskih organizacija i odlučivali o politici i programu Saveza komunista Jugoslavije. Na kongresima su birani članovi Centralnog komiteta (ranije do 1926. godine Centralno partijsko vijeće), članovi Izvršnog komiteta (do 1952. godine Politički biro), kao i članovi Predsjedništva SKJ. Pored kongresa SKJ, održavani su i kongresi republičkih i pokrajinskih organizacija Saveza komunista. 
U svojoj povijesti SKJ je od 1919. do 1990. godine imao ukupno 14 kongresa (13 redovnih i 1 izvanredni). Od ukupno 14 kongresa, samo četiri su održana prije Drugog svjetskog rata i dolaska KPJ na vlast. Od ta četiri predratna kongresa, dva su održana ilegalno u inozemstvu, pošto je KPJ u Kraljevini Jugoslaviji djelovala kako ilegalna stranka, jer je 1920. godine bila zabranjena. 
U periodu od Četvrtog (održan 1928.) do Petog kongresa (održan 1948.) prošlo je ukupno dvadeset godina, pa su u tom periodu održavane razne partijske konferencije, koje su imale značaj kongresa. Od tih partijskih konferencija najznačajnija je Peta zemaljska konferencija, održana listopada 1940. godine u Zagrebu. 
Posljednji izvanredni kongres Saveza komunsita Jugoslavije održan je u siječnju 1990. godine i na njemu je došlo do sukoba između vladajućih struktura republičkih organizacija SKJ što je prouzrokovalo raspad Saveza komunista. Republičke organizacije SKJ nastavile su poslije ovog kongresa djelovati samostalno, a ubrzo potom su se reformirale i promijenile imena.

## Kongresi KPJ i SKJ
| kongres                         | datum održavanja         | mjesto održavanja |
| ------------------------------- | ------------------------ | ----------------- |
| Prvi kongres                    | 20. - 23. travnja 1919.  | Beograd           |
| Drugi kongres                   | 20. - 25. lipnja. 1920.  | Vukovar           |
| Treći kongres                   | 14. - 22. svibnja 1926.  | Beč, Austrija     |
| Četvrti kongres                 | 5. - 16. studenog 1928.  | Drezden, Njemačka |
| Peti kongres                    | 21. - 28. srpnja 1948.   | Beograd           |
| Šesti kongres                   | 2. - 7. studenog 1952.   | Zagreb            |
| Sedmi kongres                   | 22. - 26. travnja 1958.  | Ljubljana         |
| Osmi kongres                    | 7. - 13. studenog 1964.  | Beograd           |
| Deveti kongres                  | 11. - 15. ožujka 1969.   | Beograd           |
| Deseti kongres                  | 27. - 30. svibnja 1974.  | Beograd           |
| Jedanaesti kongres              | 20. - 23. lipnja 1978.   | Beograd           |
| Dvanaesti kongres               | 26. - 29. lipnja 1982.   | Beograd           |
| Trinaesti kongres               | 25. - 28. lipnja 1986.   | Beograd           |
| Četrnaesti (izvanredni) kongres | 20. - 22. siječnja 1990. | Beograd           |